# Дуггендорф
Дуггендорф (нім. Duggendorf) — громада в Німеччині, розташована в землі Баварія. Підпорядковується адміністративному округу Верхній Пфальц. Входить до складу району Регенсбург. Складова частина об'єднання громад Кальмюнц.
Площа — 22,03 км2. Населення становить 1585 ос. (станом на 31 грудня 2020).